# غذاء كامل

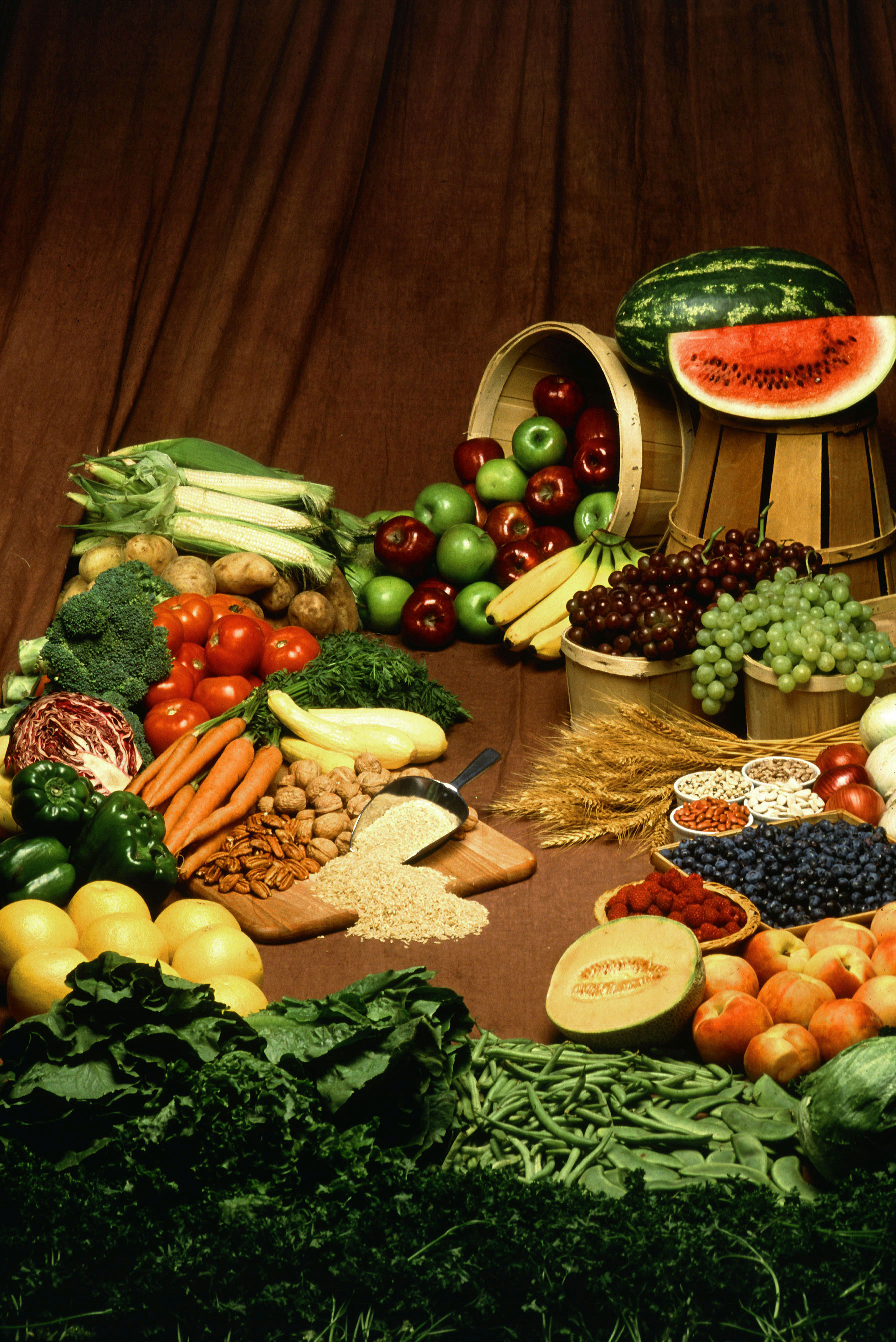

غذاء كامل هو الغذاء الطازج من خضروات وفاكهة، ويشمل الحبوب الكاملة - أي منتجات الطحين الكاملة (وليس منزوع منها الردة والنخالة، فهي غنية بالألياف الغذائية المفيدة)، ويجمع بين الكربوهيدرات والبروتين والزيوت النباتية المتميزة (كزيت الزيتون وزيت الربس وزيت الكتان، وزيت عباد الشمس)؛ فتلك المكوُنات تشمل كل ما يحتاجه الجسم ليبقى صحيحا وبصحة جيدة، وتكون مقاومته للأمراض عالية. هذا بالمقارنة بطعام المعلبات  فيكون مطبوخا و مضافا إليه مواد إضافية مثل السكر والملح والدهن المصنع، ومضافا إليه مواد تمنع التخمر  ومواد مضادة للميكروبات علاوة على مواد كيميائية لتحسين الطعم والألوان المصنعة ليبدو الطعام كما لو كان شهيا - طعام المعلبات يفقد في نفس الوقت الفيتامينات، وقيمته الغذائية منخفضة، بل تناوله باستمرار يؤدي إلى نقص في الفيتامينات التي يحتاجها الجسم، فتقل مناعته ضد الأمراض.
أمثلة على الطعام الكامل الحبوب المطحونة بدون عملية النخل،   أي أن يحتوي الدقيق على الردة والنخالة، والخبز المصنوع منها والخضروات، والفاكهة، والألبان والجبن، واللحوم الطازجة من دون إضافات.
وينصح الكتيب الصادر عام 2005 عن مركز التغذية الفدرالي ب الولايات المتحدة الأمريكية بأخذ ثلاثة وجبات على الأقل من خبز الدقيق الكامل يوميا، حيث تبدو أنها تقلل من خطر الإصابة بالأمراض السرطانية وأمراض القلب.
الطريقة الصحية  لمد الجسم باحتياجاته من الطعام الكامل، تنويع الطعام الموصوف أعلاه والاهتمام بتناول  الخضراوات والفاكهة الطازجة كل يوم.
الوجبات الغذائية الغنية بالأطعمة الكاملة والغير مكرّرة كالحبوب الكاملة، الخضار الخضراء، الصفراء أو البرتقالية اللون والفاكهة، والبقول، والمكسرات تحتوي على كميات عالية من مضادات الأكسدة الفينولية، والألياف الغذائية وغيرها من المواد  النباتية التي قد تكون وقائية ضد الأمراض المزمنة.

## نصائح معهد التغذية الألماني

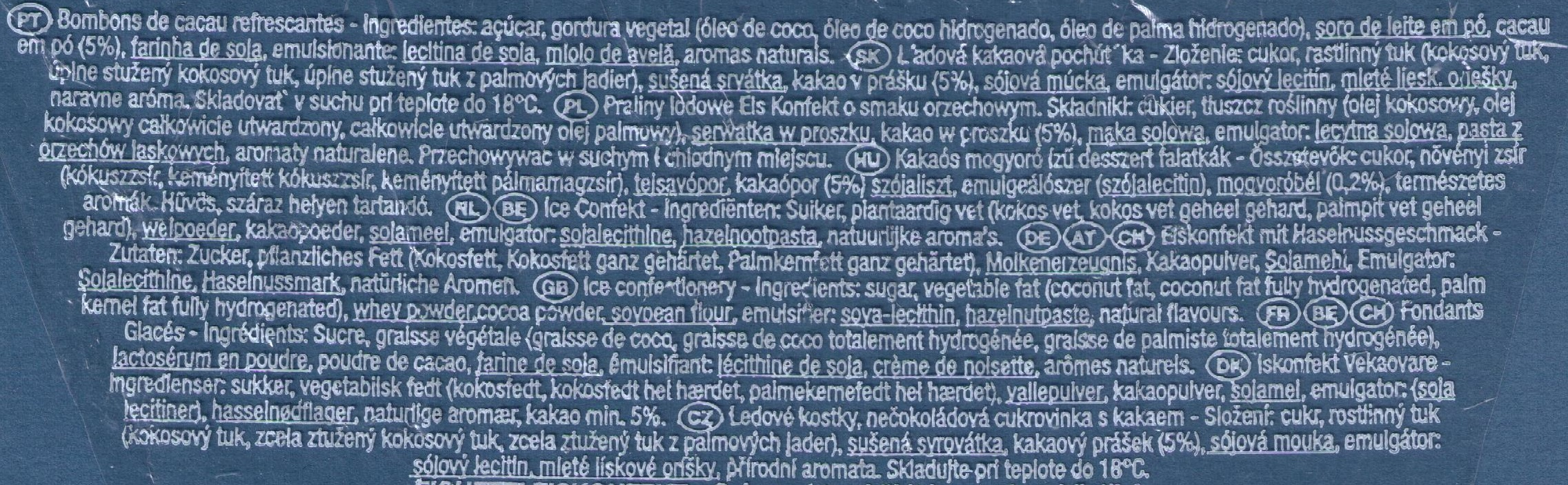
قائمة المحتويات لطعام معلب من ألمانيا - بلغات مختلفة.

يهتم معهد التغذية الألماني المؤسس عام 1953 بتوجيه نصائح عن الطعام الكامل، ويقوم بتعديلها بحسب التقدم العلمي والتقدم في العلوم الطبية :
- تناول طعام متوازن من جميع الأنواع
- الاهتمام بتناول المواد الغذائية النباتية أكثر من المصادر الحيوانية
- الاهتمام بتناول 5 مقادير من  الخضروات والفاكهة يوميا،
- تقليل السكر والملح
- عدم غليان الطعام كثيرا
- تناول اللبن ومنتجات الألبان والخبز الكامل (بالردة) يوميا
- 600 جرام من اللحم والأسماك على الأكثر في الأسبوع
- دهنيات قليلة، مع تفضيل الزيوت النباتية
- شرب من 1,5 إلى 2 لتر ماء يوميا

## روابط مفيدة
السعرات الحرارية في الاطعمة مرتبة ترتيبا ابجديا

## اقرأ أيضا ً
- تأثير اليويو
- خضروات
- أخصائيو التغذية
- طرق تحضير الطعام
- فاكهة
- تخسيس
- تغذية
- تغذية متوازنة
- غذاء